# Armor Attack
Armor Attack — компьютерная игра, шутер с видом сверху, разработанный Тимом Скелли и выпущенная в 1980 году в виде аркадного автомата Cinematronics. В Японии игра была лицензирована компанией Sega. Игра, использующая векторную графику, изображает сражение против бронетехники в некоем городе; игрок управляет вооружённым противотанковыми ракетами джипом и должен маневрировать между зданиями и уничтожать вражеские танки и вертолёты. Здания — неподвижные объекты — не отображались собственно игровой графикой; они были нарисованы на прозрачной накладке, которая устанавливалась на экран сверху.
Игра была выпущена для домашней игровой приставки Vectrex в 1982 году.

## Описание
Джип вооружен ракетной установкой, которая стреляет прямо вперед; Игрок может иметь по две ракеты одновременно. Вождение похоже на Combat для Atari 2600.
Танки периодически появляются из разных мест на краю экрана и двигаются к игроку. Танки всегда движутся по горизонтальным или вертикальным линиям, в отличие от свободно движущегося джипа. Танковые башни перемещаются, чтобы отслеживать игрока, позволяя им стрелять в любом направлении. Танки обычно принимают два удара, чтобы уничтожиться, и у игрока может быть только две ракеты на экране за раз. Вертолет появляется из любой точки и приближается к игроку в петлевых дорожках, пролетающих над джипом и периодически стреляющих. При попадании , вертолет закручивается.
Игрок может быть убит выстрелом либо из танков вертолета, либо путем столкновения с танками. В режиме двух игроков игроки не могут убивать друг друга. Геймплей периодически ускоряется, чтобы увеличить сложность.